# Xenotrechus condei
Xenotrechus condei är en skalbaggsart som beskrevs av Barr och Krekeler. Xenotrechus condei ingår i släktet Xenotrechus och familjen jordlöpare. Inga underarter finns listade i Catalogue of Life.